# Alexander Gaede
Albert Alexander Gaede (* 21. Dezember 1813 auf Hohenfelde, Kreis Randow; † 26. April 1882 in Stettin) war ein preußischer Generalmajor und Kommandeur der 5. Artillerie-Brigade.

## Leben

### Herkunft
Alexander war ein Sohn des Amtmanns und Gutsbesitzers Karl Wilhelm Gaede und dessen Ehefrau Juliane Friederike, geborene Fiebelkorn.

### Militärkarriere
Gaede besuchte die Realschule in Schwedt/Oder und trat nach seinem Abschluss am 7. April 1829 als Kanonier in die 2. Artillerie-Brigade der Preußischen Armee ein. Als Portepeefähnrich absolvierte er von Oktober 1832 bis Juni 1835 die Vereinigte Artillerie- und Ingenieurschule und avancierte bis Ende Juni 1852 zum Hauptmann und Chef der 3. Festungskompanie. Daran schloss sich am 24. Juli 1852 eine Verwendung als Artillerieoffizier vom Platz in Kolberg an. Am 22. Mai 1857 folgte mit der Ernennung zum Chef der 1. sechspfündigen Batterie seine Rückversetzung in das 2. Artillerie-Regiment. Für die Dauer der Mobilmachung anlässlich des Sardinischen Krieges war Gaede 1859 Kommandeur der Ersatzabteilung. Unter Beförderung zum Major stieg er am 14. Juni 1859 zum Kommandeur der Festungsabteilung auf und erhielt am 21. September 1861 das Kommando über die III. Fußabteilung. Anfang Juli 1865 wurde Gaede zur Grenzbesatzung in der Provinz Posen kommandiert. Nach seiner Beförderung zum Oberstleutnant war er ab dem 26. Februar 1865 als Vorstand der Versuchskommission zur Artillerieprüfungskommission kommandiert. Unter Stellung à la suite seines Regiment wurde er am 24. September 1865 zum etatsmäßiges Mitglied der Kommission ernannt und am 20. September 1866 zum Oberst befördert. Am 30. Oktober 1866 trat Gaede in den Truppendienst zurück, war zunächst Kommandeur des Ostpreußischen Festungs-Artillerie-Regiments Nr. 1 in Königsberg und am 14. Januar 1868 wurde er Kommandeur des Pommerschen Feldartillerie-Regiments Nr. 2 in Stettin. Unter Stellung à la suite seines Regiments erfolgte am 13. November 1869 seine Ernennung zum Kommandeur der 5. Artillerie-Brigade in Posen.
Bei der Mobilmachung anlässlich des Krieges gegen Frankreich wurde Gaede am 18. Juli 1870 Kommandeur der Artillerie des V. Armee-Korps und nahm in dieser Eigenschaft an den Schlachten bei Weißenburg, Wörth und Sedan sowie der Belagerung von Paris und den Gefechten bei Valanton, Petit-Bicêtre und La Malmaison teil. Ausgezeichnet mit beiden Klassen des Eisernen Kreuzes war er als Generalmajor vom 31. Januar bis zum 9. Februar 1871 mit der Oberleitung der artilleristischen Verteidigung des Forts Mont Valérien beauftragt. Nach dem Friedensschluss erhielt Gaede am 10. Juni 1871 das Großkomtur des Bayerischen Militärverdienstordens. Unter Verleihung des Roten Adlerordens II. Klasse mit Eichenlaub wurde ihm am 14. April 1872 der Abschied mit Pension bewilligt und er am 28. Dezember 1872 mit Pension zur Disposition gestellt. Er starb am 26. April 1882 in Stettin.
Sein Regimentskommandeur Oberst Hindersin schrieb 1855 in seiner Beurteilung: „Hauptmann Gaede, Artillerieoffizier des Platzes Kolberg, von guter geselliger Bildung, besitzt eine vorteilhafte militärische Persönlichkeit, einen lebendigen und doch festen Charakter sowie eine tadellos Moralität. Seine militärischen Kenntnisse sind fast mit vorzüglich, seine Fähigkeiten mit sehr gut zu bezeichnen. Als Chef der 3. Festungskompagnie hat er eine sehr gute Umsicht, Tätigkeit und Energie gezeigt, seine Kompagnie gründlich ausgebildet und in vorzüglicher Ordnung und Disziplin erhalten. Als Artillerieoffizier des Platzes Kolberg zeigt er recht gute Umsicht auf die innere Ordnung des Depots. Seine Kenntnisse und sein Überblick des Verteidigungsfähigkeit der Festung sind mit sehr gut zu bezeichnen.“

### Familie
Gaede heiratete am 16. November 1850 in Kolberg Emilie Francke (1825–1888), eine Tochter des Hofpredigers Francke aus Kolberg. Der spätere General der Infanterie Hans Gaede (1852–1916) war sein Sohn.